# Босут
Босут (серб. Босут, хорв. Bosut) — река в восточной Хорватии и западной Сербии, левый приток нижней Савы.
Длина — 132 км, площадь бассейна — 3097 км², из них 2572 км² на территории Хорватии.
Река образуется в центральной Славонии из гор Диль и Крндия, севернее города Славонски-Брод. Далее протекает по Срему. Впадает в реку Сава, близ одноимённого села Босут.
Притоки: Студва

## Города на реке Босут
- Винковци[1].